# Dottrina militare
(John Keegan)
La dottrina militare è la disciplina volta a descrivere e codificare il contributo delle forze armate nelle campagne militari, nelle principali operazioni militari, battaglie e nei cosiddetti "ingaggi".

## Caratteristiche
Si tratta di una guida per l'azione, non già di una "dottrina" in senso dogmatico e rigido. La dottrina fornisce una "chiave di lettura", una cornice per l'interpretazione delle cose militari. Agevola la standardizzazione delle operazioni, facilitando la prontezza operativa con lo stabilire dei modi comuni di eseguire compiti militari. Unisce teoria, storia, sperimentazione e pratica. Il suo obiettivo è incoraggiare l'iniziativa ed il pensiero creativo. Fornisce ai militari un corpus autorevole di massime su come le forze militari conducono le operazioni, mettendo a disposizione un glossario ad uso di chi pianifica e comanda l'attività della difesa.